# Acentuación de palabras compuestas
Las palabras compuestas se acentúan siguiendo las reglas generales de acentuación o de las siguientes maneras:

## Acentuación de palabras compuestas con guion
En los compuestos de dos o más adjetivos unidos con guion, cada elemento conservará la tilde original, si la tuviera: 
- lógico + matemática = lógico-matemática
- histórico + artístico = histórico-artístico
- teórico + práctico = teórico-práctico
- amigo + bueno    = amigo-bueno
- marroquí + peruano = marroquí-peruano
- químico + hidráulico =químico-hidráulico[1]

## Acentuación de palabras compuestas terminadas en-mente
Se acentúa la primera palabra del compuesto
solo si ya llevaba tilde cuando no formaba parte de la unión.
- sutil + mente = sutilmente
- difícil + mente = difícilmente
- rápida + mente = rápidamente
- triste + mente = tristemente

Siempre que la palabra compuesta termine en -mente esta mantiene la tilde de la palabra anterior.
- fácil + mente = fácilmente

## Acentuación de palabras compuestas por una forma verbal y un pronombre
Como norma general, los verbos pierden su acentuación cuando se les añaden pronombres, pues habitualmente la palabra resultante no la necesita para su corrección.
- está + te = estate
- dé + le = dele

Antes de la Ortografía de la Real Academia Española en 1999 el verbo conservaba su acentuación correspondiente aunque a la palabra resultante no le correspondiera según las normas generales de acentuación.
Cuando el resultado de añadir un pronombre a un verbo es una palabra esdrújula, la nueva forma verbal lleva tilde.
- toma + los = tómalos
- dijera + se = dijérase
- deja + los = déjalos